# وليد عبد الحي
وليد عبد الحي هو كاتب باحث أكاديمي أردني وعمل في عدد من الجامعات العربية، وعمل رئيسًا لقسم العلوم السياسية في جامعة اليرموك، ومستشارا للمجلس الأعلى للإعلام الأردني، ومستشارا لديوان المظالم، وعضوا في مجلس أمناء المركز الوطني لحقوق الإنسان، وعضوًا في مجلس أمناء جامعة الزيتونة، ألف أكثر من عشرين كتابا أبرزها: «الدراسات المستقبلية في العلوم السياسية»، و«الدراسات المستقبلية في العلاقات الدولية»، و«الدراسات المستقبلية في المدرسة الأردنية»، و«مناهج الدراسات المستقبلية وتطبيقاتها في الوطن العربي»، و«المكانة المستقبلية للصين 1978-2010»، و«إيران: مستقبل المكانة الإقليمية 2020»، و«مستقبل الفكر الصهيوني»، و«تحول المسلمات في نظريات العلاقات الدولية - دراسة مستقبلية»، و«معوقات العمل العربي المشترك».ترجم عددا من الكتب والدراسات من اللغة الإنجليزية، كما نشر عشرات الأبحاث العلمية المحكمة باللغة الإنجليزية، وترجمت بعض دراسات العلمية الى بعض اللغات الاخرى مثل الفرنسية البرتغالية.

## سيرة
درس لسنوات بكلية العلوم السياسية والعلاقات الدولية بجامعة الجزائر.

## مؤلفات
صدرت له عدة أعمال أدبية منها:
- «مدخل إلى الدراسات المستقبلية في العلوم السياسية»، عمّان، الأردن: المركز العلمي للدراسات السياسية، 2002.[2]
- «الدراسات المستقبلية في العلاقات الدولية».[3]
- «موقع القضية الفلسطينية في مناهج التعليم في الوطن العربي»، القدس: جمعية الدراسات العربية، 1987.[4]
- «الدراسات المستقبلية في المدرسة الأردنية: دراسات علمية محكمة»، إربد، الأردن: جامعة اليرموك، 1999.[5]
- «مناهج الدراسات المستقبلية وتطبيقاتها في الوطن العربي»، أبوظبي: مركز الإمارات للدراسات والبحوث الإستراتيجية، 2007.[6]
- «مشروع الشرق الأوسط الكبير: البعد الجيوستراتيجي»، مؤتمر الأحزاب العربية، الأمانة العامة، 2006.[7]
- «المكانة المستقبلية للصين في النظام الدولي 1978-2010»، أبوظبي: مركز الإمارات للدراسات والبحوث الاستراتجية، 2014.[8]
- «إيران: مستقبل المكانة الإقليمية 2020».
- «مستقبل الفكر الصهيوني».
- «تحول المسلمات في نظريات العلاقات الدولية - دراسة مستقبلية» الجزائر: مؤسسة الشروق للنشر، 1994.[9]
- «معوقات العمل العربي المشترك»، بيروت: مركز دراسات الوحدة العربية، 1987.[10]
- «العلاقات المغربية الجزائرية: العقدة الجيوستراتيجية».[11]
- «فهم الأمن القومي الجزائري من مدخلي الأمن الوطني والدفاع الوطني»، دار الحامد للنشر والتوزيع، 2015.[12]
- «انعكاسات العولمة على الوطن العربي»، بيروت: الدار العربية للعلوم ناشرون، 2011.[13]
- «مستقبل الإسلام السياسي في المنطقة العربية: بين الاتجاه الفرعي والاتجاه الاعظم»، القدس: جامعة القدس المفتوحة، عمادة البحث العلمي والدراسات العليا، مركز الدراسات المستقبلية وقياس الرأي.[14]

## تقريض
نشر الوزير الأول الجزائري عبد العزيز جراد على حسابه الرسمي على موقع “فايسبوك”، بأنه يعتبره «باحثاً له بعد علمي ووعي وطني”، وأشار جراد في منشوره إلى أن “في آخر كتاب لي “الجيوسياسية: مفاهيم، معالم ورهانات”، تناولت واقع العلاقات الدولية الراهنة بمقاربة استشرافية تخصّ مستقبل محور الفضاء الجيوسياسي العربي، الإفريقي والمتوسطي”. وختم منشوره قائلا: “أتمنى أن نبقى على تواصل لفهم وتحديد الرهانات الدولية خاصة في العالمين العربي والإسلامي. تحياتي الأخوية وبالتوفيق أ.د. عبد العزيز جراد».

## جوائز
- حاصل على الجائزة التقديرية للعلوم السياسية والعلاقات الدولية من الحكومة الجزائرية.